# Annika Brockschmidt

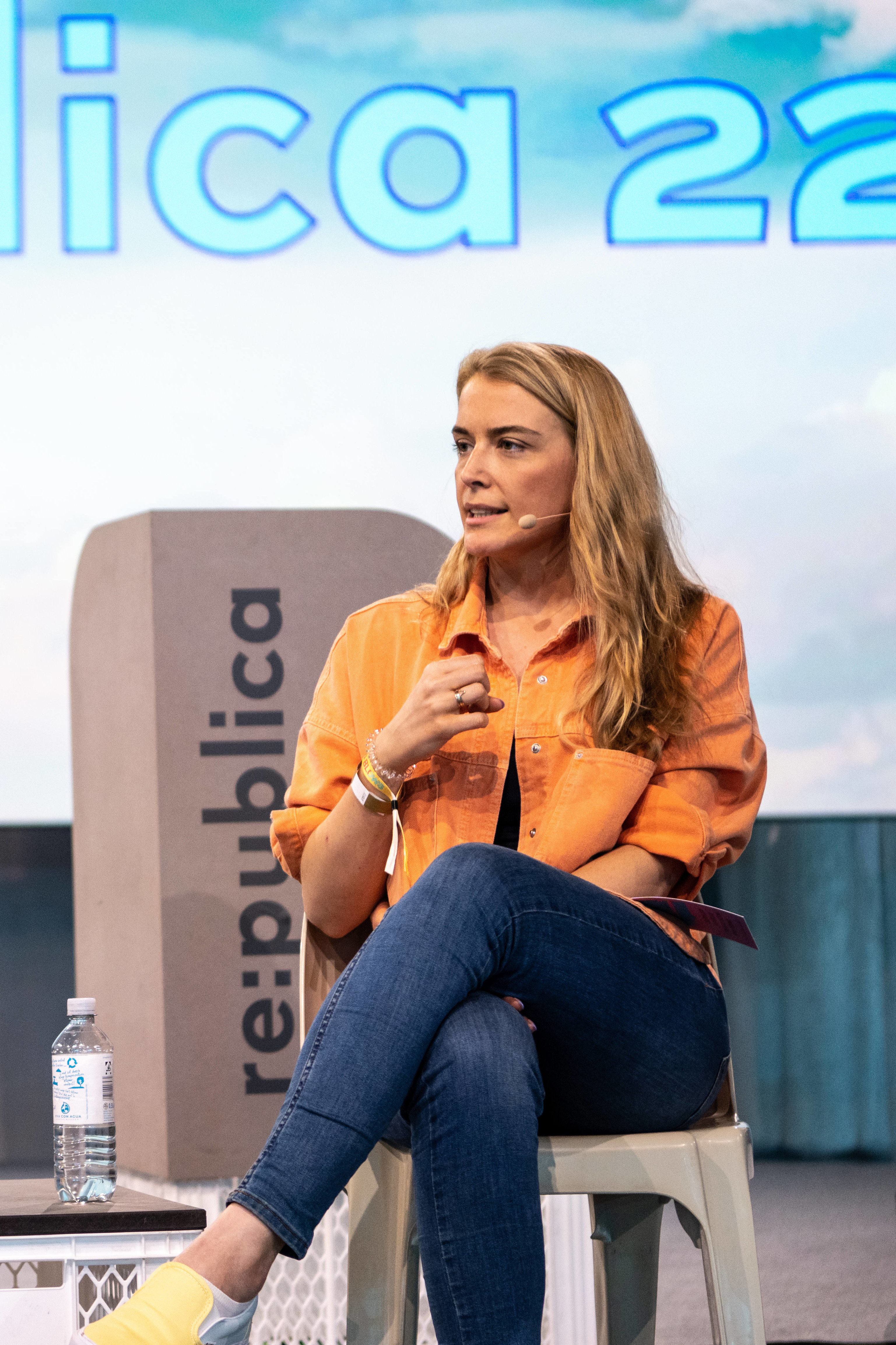
Annika Brockschmidt auf der re:publica 2022

Annika Brockschmidt (* 24. August 1992 in Berlin) ist eine deutsche Journalistin, Autorin und Podcast-Produzentin. Sie beschäftigt sich vor allem mit Themen wie der religiösen Rechten in den Vereinigten Staaten.

## Studium
Nach ihrem Abitur 2011 am Canisius-Kolleg Berlin studierte Brockschmidt von 2012 bis 2017 Geschichte und Germanistik an der Universität Heidelberg, wobei sie 2015 ein Erasmus-Semester an der Durham University verbrachte. 2017 bis 2019 absolvierte sie ein Masterstudium in War and Conflict Studies an der Universität Potsdam, das sie mit einer von Alex J. Kay betreuten Masterarbeit über das SS-Einsatzkommando 8 abschloss. Für eine Recherchereise in die USA erhielt sie 2022 ein Transatlantic Media Fellowship der Heinrich-Böll-Stiftung.

## Wirken
Als freie Journalistin arbeitet Brockschmidt unter anderem für das ZDF, den Tagesspiegel sowie Zeit Online.
Von Juli 2014 bis November 2017 produzierte sie zusammen mit dem Physiker Dennis Schulz den Podcast Science Pie zu natur- und geisteswissenschaftlichen Themen. In ihrem jeweils auf Deutsch und Englisch erscheinenden Folgen kombinieren Brockschmidt und Schulz in etwa 15-minütigen Tonaufnahmen Wissenshappen aus Germanistik und Physik, um „Wissenschaft auf eine unterhaltsame Weise“ zu vermitteln. Für Denis Schnur (Süddeutsche Zeitung) hebt sich der Podcast mit dieser Kombination aus „eher abseits stehenden“ geistes- und naturwissenschaftlichen Themen, der von den beiden „unterhaltsam, vor allem aber aufwendig“ aufbereitet würde mit seinem „ziemlich weiten“ Themenspektrum von anderen Podcasts ab. Die Funke Mediengruppe empfahl den Podcast 2016 in ihrem Blog zur Goldenen Kamera in einer Auflistung deutsch- und englischsprachiger Podcasts, die man „unbedingt kennen“ sollte. 2016 präsentierte Brockschmidt auf Einladung von Wissenschaft im Dialog den Podcast auf deren „Forum Wissenschaftskommunikation“.
Seit 2020 veröffentlicht Brockschmidt Beiträge und Podcastfolgen zu ihren aktuellen Themenschwerpunkten „Religiöse Rechte“ und „Gesellschaftskonflikte der USA“ auf Patreon. Für die Bundeszentrale für politische Bildung produziert sie seit 2020 den Podcast histoPod. Seit 2021 produziert sie den Podcast Kreuz und Flagge über die Religiöse Rechte in den USA. Im April 2022 begann sie zusammen mit Rebekka Endler den Podcast Feminist Shelf Control über Romance Novels.

### Goethes Faust und Einsteins Haken(2017)
Gemeinsam mit Dennis Schulz veröffentlichte sie 2017 Goethes Faust und Einsteins Haken. Der Kampf der Wissenschaften. In diesem auf Jugendliche ab 14 Jahren ausgerichteten Buch präsentierte Brockschmidt witzige oder originelle Fakten aus Geschichte, Germanistik und Philosophie, während ihr Co-Autor Dennis Schulz mit Formeln, Zitaten und Einzelleistungen Obskures und Unerwartetes aus Physik, Chemie und Biologie dagegen hielt. Für den Wissenschaftsjournalisten Ulf von Rauchhaupt erschien zwar manches davon „nicht ohne Unterhaltungswert“, er bemängelte aber „die vielen sachlichen Schnitzer“. So seien die geflügelten Wörter „Perlen vor die Säue werfen“ und das „Licht unter den Scheffel stellen“ nicht von Martin Luther, sondern lediglich wörtlich von ihm so aus dem Neuen Testament übersetzt. Es sei auch falsch, dass durch Anwendung der bis 1945 erhältlichen Zahnpasta Doramad „die Zähne nach dem Putzen blau leuchteten“ wie die Brennelemente im Becken eines Atomreaktors. Für die Pädagogin und Philosophin Adelheid Müller-Lissner fochten die Autoren zwar einen „ungleichen Kampf“ mit der „Kultur […] gegen die Wissenschaft von der Natur“; ihr Wissen hätten sie aber „mit großer Munterkeit“ weitergegeben, weshalb man „gerne von den beiden“ lernen würde.

### Amerikas Gotteskrieger(2021)
Brockschmidts Buch Amerikas Gotteskrieger. Wie die Religiöse Rechte die Demokratie gefährdet erschien 2021 bei Rowohlt in der Taschenbuchreihe Polaris und wurde zu einem Bestseller. Benjamin Dahlke schrieb in der FAZ, Brockschmidts Buch gewähre „Einblick in eine fremde Welt, die zu kennen sich aber lohnt“. Zugleich kritisierte er, ihre Folgerung, der christliche Nationalismus sei das Kernproblem der USA, greife zu kurz. Thomas Spang von der Katholischen Nachrichten-Agentur bezeichnete Amerikas Gotteskrieger als „Pflichtlektüre für alle, die neugierig sind, eine wesentliche Antriebskraft hinter den Ereignissen des 6. Januar zu begreifen“. Matthew Karnitschnig vom Portal Politico stellte fest, nachdem Brockschmidt zunächst mehrere diesbezügliche Anfragen unbeantwortet gelassen hatte, dass die von ihm mit Karl May verglichene Autorin offenbar noch nie die USA betreten hatte, und warf dem Buch eine verzerrende Perspektive sowie Antiamerikanismus vor. Kritische Entgegnungen auf Karnitschnigs Vorwürfe veröffentlichten Claudia Gatzka in der FAZ und Veronika Kracher im Neuen Deutschland.
Sebastian Leber schrieb im Februar 2025, bei Publikation des Buches im Jahr 2021 sei Brockschmidt von vielen Autoren in "aggressivem, teils vulgären Tonfall" angegangen und ihre Kompetenz angezweifelt worden, um zu suggerierten, man könne sie nicht ernst nehmen. Rückblickend sei jedoch vieles von dem, was sie in Aussicht stellte, eingetroffen.

### Die Brandstifter(2024)
2024 erschien Brockschmidts Buch Die Brandstifter. Wie Extremisten die Republikanische Partei übernahmen im Rowohlt Verlag. Laut der Welt-Rezension von Jan Grossarth besteht die Kernthese des Buches darin, dass der Aufstieg Trumps der vorläufige Tiefpunkt einer langen ideologischen Entwicklung innerhalb der Republikanischen Partei sei. Diese Entwicklung habe spätestens mit dem Antikommunismus der McCarthy-Ära der 1950er begonnen. Das Auftreten einer ganzen Reihe rassistisch-fundamentalistischer Männer bilde den roten Faden des Buches. Diese Männer seien vom Anspruch motiviert, dass die weiße christliche Familie in den Vereinigten Staaten privilegiert zu bleiben habe. Viola Schenz nennt das Buch in der Süddeutschen Zeitung eine erkenntnisreiche, spannende, sehr gut recherchiert, flüssig geschrieben und klug kommentierte Parteiengeschichte, aus der hervorgehe, wie die einstige Partei Lincolns, die die Sklaverei in den USA abschaffen wollte, sich (lange bevor Trump die politische Bühne betrat) radikalisierte. Noch im Erscheinungsjahr der Rowohlt-Originalausgabe publizierte die Bundeszentrale für politische Bildung eine Sonderausgabe des Buches.

## Publikationen
- mit Dennis Schulz: Goethes Faust und Einsteins Haken. Der Kampf der Wissenschaften. Rowohlt Verlag, Reinbek bei Hamburg Dezember 2017, ISBN 978-3-499-63270-9, (eingeschränkte Vorschau).
- Amerikas Gotteskrieger. Wie die Religiöse Rechte die Demokratie gefährdet. Rowohlt Polaris, Hamburg 2021, ISBN 978-3-499-00648-7.
- Die Brandstifter. Wie Extremisten die Republikanische Partei übernahmen. Rowohlt Verlag, Hamburg 2024, ISBN 978-3-498-00330-2.

## Auszeichnungen
- Juli 2015: „Hochschulperle digital“ des Stifterverbandes für die Deutsche Wissenschaft[26]
- Oktober 2021: Medium Magazin „Top 30 bis 30“[27]